# Francisco de Assis Ferreira de Vasconcellos

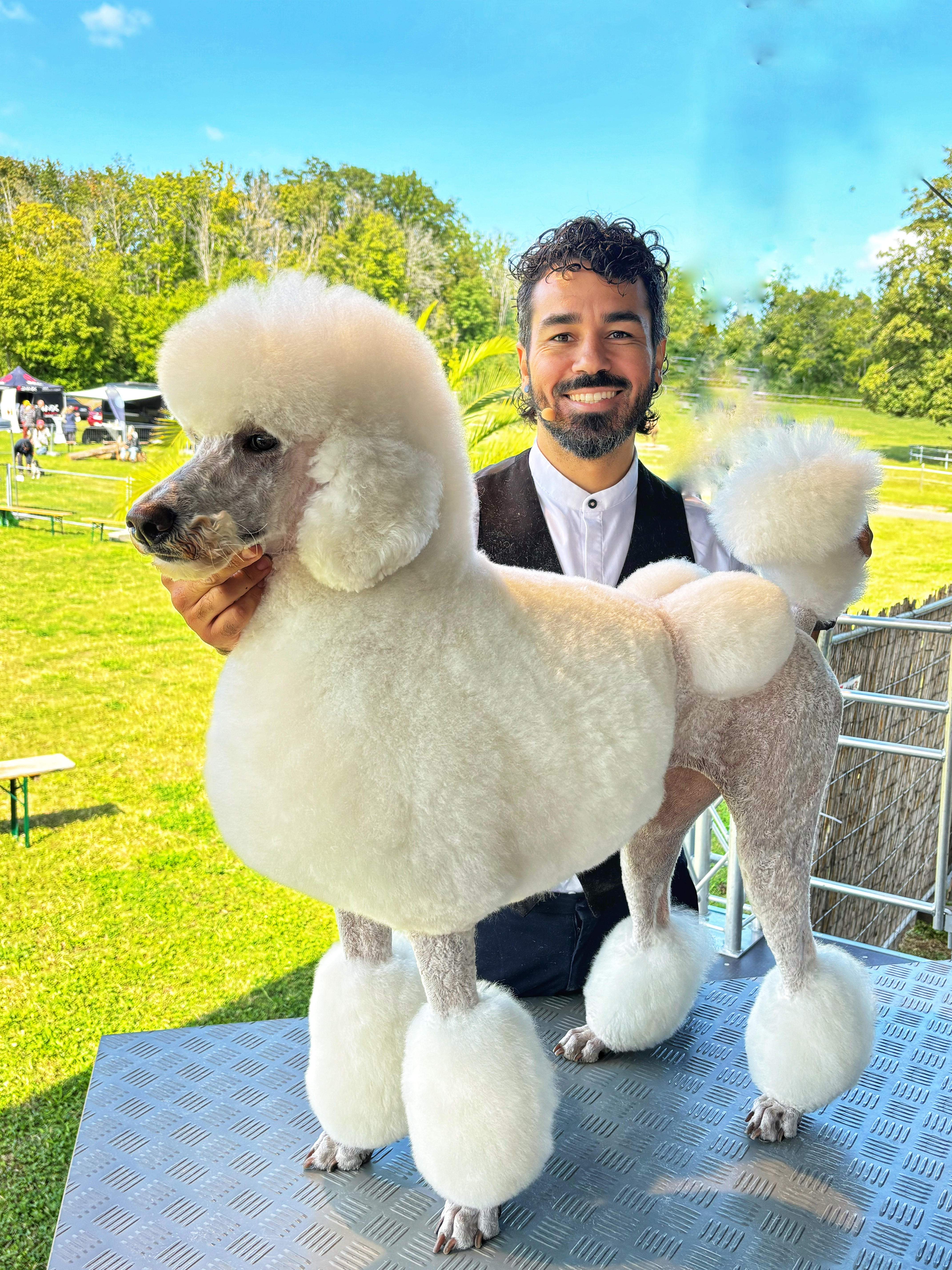
Seminar Bild

Francisco de Assis Ferreira de Vasconcellos (* 2. Dezember 1983 in São Paulo) ist ein brasilianischer Hundefrisör, der auch in Fernsehsendungen (VOX, RTL+) auftritt.

## Leben und Wirken
Francisco de Vasconcellos schloss mit 14 Jahren seine Ausbildung zum Hundefrisör (Groomer) in São Paulo, Brasilien, ab. Mit 16 Jahren eröffnete er seinen ersten Hundesalon in São Paulo.
Mit 20 Jahren zog de Vasconcellos nach Frankfurt am Main, um seine Karriere in Europa fortzusetzen. 2015 eröffnete er einen Hundesalon in Frankfurt.
Seit 2016 ist de Vasconcellos als TV-Groomer im Haustiermagazin hundkatzemaus des Fernsehsenders VOX tätig, wo er regelmäßig Ratschläge zur Tierpflege gibt und sein Wissen einem breiten Publikum zur Verfügung stellt. Er tritt in der Sendung Die Hundefriseure – Profis für alle Felle auf.

## Fernsehsendungen
- seit 2016: TV-Groomer bei hundkatzemaus einfach schön VOX
- seit 2022:  TV-Groomer für die Serie  Die Hundefriseure – Profis für alle Felle, RTL+